# Mary Lamb
Mary Ann Lamb (3 de desembre de 1764 – 20 de maig de 1847) fou una escriptora anglesa. És coneguda per la col·lecció Tales from Shakespeare que va fer en col·laboració amb el seu germà Charles. Tots dos presidien un cercle literari a Londres amb poetes com William Wordsworth i Samuel Taylor Coleridge.
Mentre escrivia Tales, Lamb s'adonà que podia viure escrivint obres per a nens. Va publicar la col·lecció de Tales el 1807, i se'n va fer una segona edició que va sortir el 1809. Lamb va començar a escriure la seva col·lecció de contes Mrs. Leicester's School el 1808, i la va publicar a finals del mateix any. El 1825 se n'havien publicat nou edicions. El 1810 els germans Lamb van publicar una altra col·laboració: Poems for Children.
Lamb patia una malaltia mental, i el 1796 va matar la seva mare durant una crisi mental.